# Стефан Мате
Стефан Мате (фр. Stéphane Matheu; нар. 27 квітня 1973) — колишній французький тенісист.
Найвищу одиночну позицію світового рейтингу — 286 місце досяг 15 травня 1995, парну — 375 місце — 10 травня 1999 року.

## Титули ITF Ф'ючерс
| Титули за покриттям |
| ------------------- |
| Тверде (2)          |
| Ґрунт (1)           |

### Парний розряд: (3)
| Ранг | Дата     | Турнір                          | Покриття | Партнер       | Суперники                    | Рахунок       |
| ---- | -------- | ------------------------------- | -------- | ------------- | ---------------------------- | ------------- |
| 1.   | Бер 1998 | Німеччина F2, Оффенбах-на-Майні | Тверде   | Олів'є Морель | Томмі Ленго Алешандре Сімоні | 7–5, 2–6, 6–3 |
| 2.   | Жов 1998 | Франція F12, Родез              | Тверде   | Олів'є Морель | Жульєн Кюаз Вім Нефс         | 5–7, 7–6, 7–5 |
| 3.   | Чер 1999 | Фінляндія F3, Vierumäki         | Ґрунт    | Олів'є Рохус  | Лассі Кетола Янне Ояла       | 6–3, 4–6, 6–1 |